# Мономаховичі
Монома́ховичі (у літописах також — Володимирове плем'я) — руський князівський рід, родоначальником якого був великий князь київський, Володимир II Мономах. Відгалуження гілки династії Рюриковичів — Всеволодовичів, яка іде від сина Ярослава Мудрого Всеволода Ярославича і дочки візантійського імператора Костянтина IX Мономаха Марії

## Історія
Відгалуженням династичної лінії Мономаховичів були Мстиславичі, волинські Ізяславичі, смоленські Ростиславичі, суздальські Юрійовичі, а також роди ярославських, ростовських, московських і тверських князів.
У середині XII століття родинними володіннями представників цієї династії були Київська, Ростово-Суздальська, Смоленська, Переяславська земля і Волинь. Представники Мономаховичів вели боротьбу в першій половині XII ст. із спорідненими родами Ольговичів та потомками Ізяслава Ярославича за Київське князівство та Новгород. З середини XII ст., після розростання роду почались усобиці які з перемінним успіхом велись між молодшими Мономаховичами — Юрієм Долгоруким та його потомками, і Мстиславичами за участі окрім Ольговичів також і Давидовичів, рязанських та галицьких князів.
У другій половині XII ст. гілкам Мономаховичів вдалось закріпитись у різних удільних князівствах Русі: Юрійовичі зберегли за собою Ростово-Суздальську землю, Ростиславичі — Смоленську, Ізяславичі — Волинь. Також різні представники цих родів правили в Переяславському князівстві та київських волостях, зокрема Овручі та на Пороссі.
Після монгольської навали потомкам Мономаха вдалось зберегти за собою більшість князівств. Галицько-Волинські Романовичі правили в південно-західній Русі до 1340 року. Ростиславичі володіли Смоленськом до 1404 року. А потомки Юрія Долгорукого змогли перетворити північно-східну Русь на сильне Велике князівство Московське у якому вони правили до свого вигасання на початку XVII ст.

## Генеалогія
Всеволод Ярославич (1030 —13 квітня 1093) — син Ярослава Мудрого, великий князь київський (1076—1077, 1078—1093). князь переяславський (1054—1076) і чернігівський (1077—1078).
- Анна (Янка) Всеволодівна (бл. 1068 — 3 листопада 1113) — засновниця і настоятельниця Янчиного монастиря
- Ростислав Всеволодович (1070 — 26 травня 1093) — князь переяславський (1078—1093).
- Євпраксія Всеволодівна (бл. 1071 — 9 липня 1109) — дружина німецького імператора Генріха IV.
- Катерина Всеволодівна (? — 11 липня 1108) — черниця
- Володимир Всеволодович Мономах (1053 — 19 травня 1125) — князь чернігівський (1076—1077, 1078—1094), переяславський (1094—1113), великий князь київський (1113—1125), засновник гілки Мономаховичів.
  - Мстислав Великий (1076—1132) — князь новгородський (1088—1117), білгородський (1117—1125), великий князь київський (1125—1132). Після його смерті почався остаточний розпад Київської Русі, його потомки відомі як Мстиславичі.
    - Всеволод-Гавриїл Мстиславич (1103 — 11 лютого 1138) — князь новгородський (1117–1136), вишгородський (1136), псковський(1137–1138)
      - Іван Всеволодович (?—1128)
      - Володимир Всеволодович (? — бл. 1141) — князь новгородський (1136)
      - Янка Всеволодівна (? — 10 травня 1128)
      - Мстислав Всеволодович (?—1168)
      - Верхуслава Всеволодівна (? — 15 березня 1163) — одружена з Болеславом IV Кучерявим

    - Інгеборга Мстиславна Київська, видана 1130 року за данського принца Кнута II Лаварда
    - Мальмфрида Мстиславна, видана за норвезького короля Сігурда Хрестоносця
    - Дочка, 1112 року видана за Ярослава Святополковича
    - Марія (Агафія) Мстиславна, видана за Всеволода Ольговича
    - Ізяслав-Пантелеймон Мстиславич (бл. 1097 — 13 листопада 1154) — великий князь київський (1146—1154, з перервами), князь волинський. Засновник галицько-волинської династії Ізяславичів.
    - Ярополк Мстиславич (? — після 1149) — згаданий 1149 року як пороський князь.
    - Святополк-Іван (?—1154) — князь полоцький (1132), псковський (1133—1139), берестейський (1140), новгородський (1142—1148), волинський (1148—1149,1150, 1152—1154) і луцький (1150—1151, 1151—1152.)
    - Ірина-Добронега Мстиславна — 1122 року видана за Андроніка Комнена
    - Ксенія Мстиславна — видана за ізяславського князя Брячислава Давидовича
    - Ростислав-Михайло Мстиславич — князь смоленський (1125—1154, 1154—1159, 1161), великий князь київський (1154, 1159—1161, 1161—1167), засновник династії смоленських князів
    - Рогніда Мстиславна — третя дружина Ярослава Святополковича.
    - Володимир Мстиславич (1132—30 травня 1171) — князь остерський (1147), луцький (1149), дорогобузький (1152—1154, 1170—1171), волинський (1154—1158), слуцький (1161), трипільський (1162—1168), котельницький (1169) і великий князь київський (1167, 1171)
      - Мстислав Володимирович (? — бл. 1202) — князь дорогобузький.
      - Ярослав Володимирович (? — після 1199) — князь новгородский в 1182—1184, 1187—1196, 1197—1199, новоторжский в 1196—1197.
        - Ростислав Ярославич (?—1199) — помер 1199 року від пошесті.
        - Ізяслав Ярославич (?—1199) — князь великолуцький (1197—1198), помер 1199 року від пошесті.

      - Ростислав Володимирович (?—після 1202) — князь канівський (1163—1169) і трипільський (1191—1202).
      - Святослав Володимирович (? — 24 березня 1221) — загинув у битві з угорцями під Галичем.

  - Ізяслав Володимирович (?—1096), князь курський
  - Святослав Володимирович (1079—1114), князь смоленський та переяславський
  - Роман Володимирович (1081—1119), князь волинський (1118—1119)
  - Ярополк Володимирович (1082—1139), великий князь київський з (1132—1139)
  - В'ячеслав Володимирович (1083—1154), князь турівський, великий князь київський у 1139, 1150, 1151—1154
    - Михайло В'ячеславич (? — 25 липня 1129) — князь турівський
      - Роман Михайлович (сер XII ст.) — князь василевський і красненський.

    - дочка — дружина В'ячеслава Ростиславича (?) Полоцького

  - Марія (Марина) Володимирівна (?—1146/1147), дружина претендента на престол Візантії Лжедіогена.
  - Євфимія Володимирівна (?—1139) — у 1112 р. була видана за угорського короля Кальмана Книжника (бл. 1065—4.02.1114)
  - Агафія Володимирівна — 1116 р. видана за городенського князя Всеволодка Давидовича († 1141)
  - Юрій Долгорукий (1091—1157), князь суздальський, великий князь київський (1149—1150, 1155—1157), його потомки — Юрійовичі правили у владимиро-суздальському та переяславському князівствах.
  - Андрій Володимирович Добрий (1102—1142) — князь волинський (1119—1135), князь переяславський (1135—1142),
    - Володимир Андрійович (? — 28 січня 1170) — князь волинський (1146—1148), білгородський (1150), дорогобузький (1150—1152, 1156—1170), пересопницький (1152—1154 рр.) і берестейський (1154—1156 рр.). Був одружений з дочкою Святослава Ольговича, яка померла після 1170 р.
    - Ярополк Андрійович (? — до 1170) — згадується у 1157—1159 рр.